# Anolis concolor
El Anolis concolor o lagarto de San Andrés es una especie de saurio de la familia Dactyloidae.

## Distribución
Es endémico de la isla de Isla de San Andrés (Colombia), aunque vive en cayos cercanos como Cayo Acuario y Cayo Bolívar.

## Descripción

### Tamaño
Los machos miden hasta 8 cm y las hembras 6 cm.

### Dieta
Se alimenta de grillos, hormigas Pseudomyrmex, cucarachas, escarabajos y pequeñas arañas